# 東京芸術大学取手キャンパス
東京芸術大学取手キャンパス（とうきょうげいじゅつだいがくとりでキャンパス、英称：Tokyo University of the Arts, Toride Campus）は、茨城県取手市小文間5000番地に所在する東京芸術大学のキャンパスの一つ。「取手校地」「取手校舎」とも呼ばれる。
取手キャンパスの敷地面積は2023年5月時点で164,095 m²（約5万坪）と東京芸術大学のキャンパスとしては最大で、東京芸術大学の総敷地面積の6割強をこの取手キャンパスが占める。

## 概要
東京芸術大学の前身である東京美術学校および東京音楽学校の創立から100周年となる1987年に向けて計画・建設が進められ、1991年に開設された。取手市の東端である利根川と小貝川の合流点の近くに位置し、敷地は利根川を望む高台とその間に入り込むいくつかの谷、利根川の自然堤防からなるが、ほぼ全ての施設が台地の上に位置しており、台地の間は連絡道路橋で結ばれている。構内には石膏像や、1991年の開設式典の際に設置された平山郁夫学長（当時）の揮毫による「理想」の石碑、過去の教員や卒業生による彫刻作品が点在しているほか、現役学生が作品展示やパフォーマンスを行うこともあり、野外美術館の体をなしている。
取手キャンパスには美術学部の日本画、油画・壁画、彫刻、芸術学、デザイン、工芸、先端芸術表現、グローバルアートプラクティス分野の研究室やアトリエが位置し、先端芸術表現科および大学院のグローバルアートプラクティス専攻開講の授業は主に本キャンパスで行われる。また全ての学部・大学院の学生を対象とした、共同利用施設である共通工房を用いた共通工房開設科目では、新分野の研究や教育、大型作品の制作の場が提供されている。このほかにも大学院陶芸専攻での敷地内の斜面地を利用した築窯実習など、それまでの上野キャンパスには存在しなかった設備や環境の特性を活かした授業や研究が行われる。1992年の取手キャンパスでの授業開始から2015年までは芸術学科を除く美術学部1年生を対象に共通カリキュラムによる授業も行われていた。
美術学部の施設のほかには大学美術館取手館・取手収蔵棟、屋外運動場、排水処理施設などが設置されている。また主に学生や教職員向けの短期宿泊施設「利根川荘」、一般にも開かれている福利施設「藝大食堂」があり、福利施設内には食堂のほかにギャラリー、取手アートプロジェクト（TAP）のオフィスが位置する。メディア教育棟内には附属図書館取手分室、メディアブラウジングルームおよび音楽スタジオがあり、2002年から2006年の千住キャンパス開設による移転までの間は、音楽学部の音楽環境創造科が設置されていた。
これらに加え、キャンパス内は「藝大ファクトリーラボ」、ヤギを飼育する「ヤギの目」、漆実験林や日本画材料実験植栽園などの活動、アーティストと地域住民との協働による取手アートプロジェクトの畑作活動「耕すプロジェクト」の舞台となっている。

## 歴史
東京芸術大学は1949年に東京都台東区上野公園の東京音楽学校・東京美術学校両校の敷地を合併する形（現在の上野キャンパス）で発足したが、昭和50年代に入ると学生数の増加に加え、インスタレーションをはじめとする作品形態の大規模化や、美術と音楽をまたぐオペラなどの複合芸術に対する関心が進み、教室やアトリエが不足し、校舎内は通路にまでキャンバスや材料などが置かれる状況になったほか、グラウンドの用地が確保できなくなるなど、教育活動に支障が出ていた。一方で、明治時代に建てられた旧東京音楽学校奏楽堂をはじめとする構内の既存建造物の移築や解体には反対運動が発生し、特に奏楽堂に関しては明治村への移転保存が一旦決定したものの、大学構内すなわち上野キャンパスで保存することを求める「奏楽堂を救う会」が組織化、代表を務める黛敏郎が藤波孝生衆議院議員、村上正邦参議院議員、渡辺美智雄大蔵大臣や田中龍夫文部大臣（役職はいずれも当時）に対し移転延期の要望をしたことにより学外移転は阻止され、大学として新たな施設整備が進められないという事態に陥っていた。
その中で1980年、取手市出身の葉梨信行衆議院議員（当時）が、同氏と旧制高校の同級生であった東京芸術大学の事務局長に行った提案をきっかけに、取手市内への東京芸術大学の進出が検討されるようになる。同年7月には大学内に芸大施設整備委員会が設置されるなど、新たな大学用地を視野に入れた計画策定が加速し、その一環として教職員による取手市内の候補地の視察が行われた際、都心では公害への懸念から設置が困難な登り窯が建設できることや、利根川に沈む夕日の景観の美しさなどの理由から小文間の中谷津耕地・台道南耕地にまたがる山林（民有地）に新設されることが内定した。一方、取手キャンパスの用地取得の財源として、東京芸術大学音楽学部附属音楽高等学校が位置していた東京都千代田区神田駿河台の土地（お茶の水校地）は遊休国有地として民間に売却されることとなった。附属音楽高等学校は全寮制としたうえで取手キャンパスへの移転を行う前提で計画が進められ、取手キャンパス内にはそのための敷地も確保されていたが、最終的には1995年に現在の上野キャンパス敷地内に移転している。
- 1980年（昭和55年）9月18日 - 「芸術総合研究所」として取手第二キャンパスが構想され[27]、研究施設設置のための候補地として菊地勝志郎取手市長（当時）から非公式の賛同を得る[25]。
- 1980年（昭和55年）10月23日 - 定例評議会にてキャンパスの取得が提案されるとともに、取手地区現地視察の状況報告が行われる[25]。

- 1981年（昭和56年）4月27日 - 国土庁の学園計画地ライブラリに、取手市小文間が登録される[28]。

- 1983年（昭和58年）3月31日 - 学制審議会による「芸術教育研究の計画的拡充整備についてー第2キャンパス構想を中心としてー」答申[25]

- 1984年（昭和59年）1月25日 - 大蔵省と文部省の復活折衝にて用地取得費の一部が認められる[28]。

- 1984年（昭和59年）10月5日 - 取手市土地開発公社が用地(16.85ha)の買収に着手[25]。

- 1984年（昭和59年）10月16日 - 民間活力導入の検討対象国有地リストに、東京芸大付属音楽高校の敷地が選定されたことが発覚[24][25]。

- 1987年（昭和62年）3月 - 用地買収が完了[29]。

- 1988年（昭和63年）4月21日 - 音楽学部臨時教授会「取手校地に音楽学部はどう対処すべきか」を開催[30]。

- 1988年（昭和63年）6月6日 - 取手校地開設準備室を設置[31]。

- 1990年（平成2年）12月 - 共通工房棟完成、登り窯の初の火入れが行われる[32]。

- 1991年（平成3年）10月4日 - 開設記念式典が行われ、文部省・大学関係者と地権者約400人が出席する[4]。

- 1992年（平成4年）4月13日 - 福利施設棟（食堂・売店）が完成、大学院生と学部1年生の授業を開始[33]。

- 1992年（平成4年）11月30日 - 第1回の「創作展」が開催される[34]。

- 1993年（平成5年）7月30日 - 取手校地短期宿泊施設「利根川荘」を設置[35]。

- 1994年（平成6年）11月4日 - 東京芸術大学芸術資料館取手館が完成[36]。

- 1999年（平成11年）5月19日 - 美術学部先端芸術表現科を設置[37]。

- 2002年（平成14年）4月 - 音楽学部音楽環境創造科を設置[38]、大学図書館取手分室を開室[38]。

- 2006年（平成18年）9月12日 - 千住キャンパスが東京都足立区千住に新設され、音楽学部音楽環境創造科が取手校地から移転する[39]。

- 2010年（平成22年）10月19日 - 会計検査院による国立大学法人に対する資産の有効活用の要求にて、取手キャンパスが挙げられる[40]。

- 2016年（平成28年）4月 - 美術研究科（修士課程）グローバルアートプラクティス専攻を設置[41]。

- 2018年（平成30年）5月28日 - 「藝大食堂」グランドオープン[42]。

- 2020年（令和元年）12月6日 - 「ヤギの目で社会を見るためのプロジェクト」の一環としてヤギ飼育を開始[43]。

- 2021年（令和2年）3月10日 - 「取手キャンパスマスタープラン」が発表される[44]。

- 2024年（令和6年）9月25日 - 東京芸術大学大学美術館取手収蔵棟が竣工[45]。

## 施設
取手キャンパスは、東京芸術大学の2025年時点での4つのキャンパスのうち、開設時に既存の施設を転用することなく、大学としての利用を前提に全ての施設が計画・新設された、唯一の例である。
キャンパスの建設にあたっては、敷地内の山林などの自然環境がなるべく残されるよう、敷地造成は必要最小限にとどめ、施設計画にも斜面や谷の自然地形が織り込まれた「自然公園型」として計画された。市民に向けて広く開放されており、2019年以降は平日朝から深夜まで路線バスが構内に乗り入れている。また創作活動により生じる周辺環境への影響に配慮し、大学構内には排水処理設備が設置されたほか、取手市により上水の幹線整備、公共排水設備の延長が行われた。
一方、会計検査院は2010年、東京芸術大学に対し、用地取得後20年以上経過しているにもかかわらず当初計画されていた一部学科の全面移転を大学が行わず、取手キャンパスの敷地のうち整備予定地とされた面積の84％について施設の整備計画が策定されないまま雑木林となっていたと指摘し、不要資産の処分、保有し続ける資産については一層の有効活用を図る処置を要求した。
- 共通工房棟
  - 金工工房 金工機械室
  - 金工工房 金属表面処理室
  - 金工工房 鋳造室
  - 石材工房
  - 塗装造形工房
  - 木材造形工房
- ガラス造形工房
- 染め紙漉き工房
- 登窯
- 陶芸窯場
- 野外制作場
- 専門教育棟
  - 玄関ギャラリー
  - GAPスタジオ104
  - GAPスタジオ401
  - ステンドグラス実習室
  - フレスコ実習室
  - 保健管理センター
  - モザイク実習室
  - 油画文庫
- メディア教育棟(mutual media ARCMEDIA) - 黒川哲郎の設計による[50]。
  - アーカイブルーム
  - アトリエ403
  - アトリエ504
  - 1Fピロティギャラリー
  - 映像編集スタジオ
  - 音楽スタジオ
  - 音楽プロジェクトルーム
  - 工作室
  - コンピュータスタジオ
  - 写真演習室
  - 写真スタジオ
  - 情報ブラウジングルーム（芸術情報センター（AMC））
  - space8x8
  - ドローイングスタジオ
  - 附属図書館取手分室
  - プロジェクトルーム
  - メディアデザインスタジオ
  - 4Fラウンジ
  - リハーサルルーム
- 福利施設
  - 学生相談室
  - 藝大食堂（食堂およびカフェ、ショップ）
  - 藝大食堂ギャラリー
  - ショーケースギャラリー
  - まんぷくWALL
- 短期宿泊施設「利根川荘」
- 大学美術館取手館 - 六角鬼丈の設計による[51]。
  - 多目的ホール
  - 収蔵庫
  - X線撮影室
  - 暗室
  - 光学撮影室
- 大学美術館取手収蔵棟 - ヨコミゾマコトの設計による[45]。
  - 前室（「魅せる収蔵庫」）
  - 収蔵庫
- 守衛所
- アートヴィレッジ
- 野外運動場
- 排水処理施設
- ガス供給施設
- 漆実験林
- 日本画材料実験植栽園
- 保存林
- パビリオン「AIR ROOF and Beyond」

「利根川荘」駐車場の北側の山林には、1899（明治32）年1月より運用されている二等三角点「小文間」が位置し、東京芸術大学のキャンパス内で運用され続けている設備としては上野キャンパスの赤レンガ1号館（1880（明治13）年に運用開始）・同2号館（1886（明治19年）に運用開始）に次ぐ歴史をもつ。
屋内運動場やプール、テニスコートなど、開設前の1988年の時点で当初整備が予定されていた運動施設、追加整備が検討されていた国際芸術交流会館のような国際化や公開交流に対応した施設、音楽総合スタジオなどの新設は、2025年現在においても大部分は敷地が用意されていながら実現していない。

## 学園祭
取手校地開設後の1992年以来「創作展」のちに「アートパス」という名称で学園祭が毎年行われてきたが、新型コロナウイルスの流行により2020年は開催されず、以降は実施されていない。一方、2021年以降は大学の主導により「取手藝祭」と称した、学生による作品展示を含むオープンキャンパスとしてのイベントが毎年実施されているが、2022年以降は取手駅に隣接する駅ビルアトレ取手内も会場となっている。

## 地域との関わり
行政面では、主に取手市が大学との交流事業を担ってきた。同市は1983年に平山郁夫教授（当時）を講演会に招聘したことを皮切りに、1984年の市民音楽祭では東京芸大ブラスバンドを招くなどの交流事業を展開、その後1986年には取手駅西口の再開発事業に際し彫刻作品を2基設置、以降も市内各所に彫刻作品が設置されている。取手キャンパス開設後の1992年には、取手市と大学による「第一回 芸術・文化懇談会」が上野キャンパスで行われ、市からは「芸術の香り漂うまち」に向けた街づくりの助言を大学に求めたことに加え、卒業生作品への取手市長賞制定、取手駅周辺への作品の設置、市民公開講座の実施を要望、大学からはキャンパス周辺の自然を保全するバランスの取れた開発の要望などが共有された。1999年度からは市民とのふれあいコンサートが開催されるようになり、2002年には市内の全ての小中学校が大学との交流事業を展開するまでに至っている。
一方、茨城県では大学の進出を県南地域の振興と日本の文化・産業政策を担う中核と位置づけ、周辺地域で大規模な開発構想を打ち出した。まず1986年に大学周辺の約50ヘクタールを「芸術公園」として整備する計画を発表、これが後に通商産業省（当時）が主導するハイテク映像産業拠点「メディア・コンプレックス・パーク」「映像文化センター」構想と結びつき、「映像未来都市構想」として映像技術の研究開発、人材育成を担う「映像大学」や、数千人規模の「アーチストタウン」、アミューズメント施設などを官民一体でキャンパスが位置する小文間地区に建設する計画へと具体化されていった。この構想は、日立製作所、松下電器産業、ソニーなど民間企業36社が参加する「映像未来都市研究会」によって推進され、マサチューセッツ工科大学内のメディア・ラボを規模、投資額ともに上回る世界最大級の研究施設を目指す国家的なプロジェクトとして期待された。しかし、地元小文間地区の地権者の反対やバブル経済の崩壊など社会情勢の変化により構想は大幅に縮小、2000年に先導事業として伊奈町（当時）に時代劇のオープンセットなどを中心としたテーマパーク「ワープステーション江戸」が第三セクター「株式会社メディアパークつくば」によって建設されるも、来場者数の低迷から2002年に経営破綻。後続の中核施設や産業誘致地区の整備計画も、県の行財政改革の中で凍結されることとなった。
市民の活動としては、取手市民を中心として「第九合唱団」が1986年に取手市への大学招致決定記念として企画され結団、大町陽一郎音楽学部オペラ科助教授（当時）の指揮、東京芸大オーケストラの演奏により公演が行われた。更にはこのことをきっかけに集まった市民有志が「取手フォーラム」を結成、現在まで市政への提言などを行なっている。また後述の「取手アートプロジェクト」実施にむけて「夢まちづくりカレッジ」「郷土作家の会」などの団体有志とともに協力したほか、活動の中から「新四国相馬霊場八十八ヵ所を巡る会」が発足するなど、市内外の幅広い文化活動に派生した。このほか、東六丁目商店会が「芸大通り商店会」に改称、このほかにも利根川沿いに「芸大シルクロード」、取手市寄贈のサクラが植樹された「芸大さくら通り」など大学名を冠した名称の通りが市内各所に生まれた。
1999年からは、市民と取手市、東京芸術大学の三者が共同で実行委員会を組織し運営する「取手アートプロジェクト(TAP)」が市内各所で活動を続けている。

## アクセス
- JR常磐線および関東鉄道常総線取手駅東口2番乗場より、大利根交通バス利用で約15分（約5.9km）。土休日および平日一部便除き「東京藝術大学」バス停（大学構内）に直通、直通しないバスは「東京芸大前」バス停（県道取手東線上）にて下車[76]。